# IC 4582
IC 4582 је спирална галаксија у сазвјежђу Сјеверна круна која се налази на листи објеката дубоког неба у Индекс каталогу.
Деклинација објекта је + 28° 5' 19" а ректасцензија 15h 45m 39,4s. Привидна величина (магнитуда) објекта IC 4582 износи 14,1 а фотографска магнитуда 14,9. IC 4582 је још познат и под ознакама UGC 10021, MCG 5-37-20, CGCG 166-52, IRAS 15435+2814, PGC 55967.